# Moskva (tàu tuần dương Nga)
Moskva (tiếng Nga: Москва, n.đ. 'Moskva'), tên cũ là Slava (tiếng Nga: Слава, n.đ. 'Glory'), là một tàu tuần dương mang tên lửa dẫn đường của Hải quân Liên Xô (cũ) và Hải quân Nga. Đây là chiếc tàu đầu tiên thuộc Dự án 1164 lớp Atlant và được đặt theo tên của thủ đô Moskva. Nó cũng là soái hạm của Hạm đội Biển Đen của Nga và đã chỉ huy cuộc tấn công của hải quân Nga vào Ukraina. Với thủy thủ đoàn 510, đây là chiến hạm lớn nhất và mạnh nhất ở Biển Đen.
Ngày 13 tháng 4 năm 2022, hai quan chức Ukraina nói rằng tàu Moskva đã bị tấn công bởi tên lửa hành trình chống hạm R-360 Neptune của Ukraina và bốc cháy trên biển khơi. Bộ Quốc phòng Nga cho biết con tàu đã bị hư hại nghiêm trọng do lỗi từ hệ thống bên trong (theo phía Nga tuyên bố là do đầu bếp gây cháy). Ngày hôm sau, sau nỗ lực kéo chiếc tàu đến cảng, tàu Moskva bị chìm. Bộ quốc phòng Nga thông báo tàu Moskva chìm do lúc bị kéo về cảng gặp thời tiết dông bão.

## Lịch sử

### Với tênSlava
Slava được đặt vào năm 1976 tại Xưởng đóng tàu 445 của Nhà máy đóng tàu 61 Kommunara ở Mykolaiv, Cộng hòa Xã hội chủ nghĩa Xô viết Ukraina, tàu được hạ thủy vào năm 1979 và được đưa vào hoạt động vào ngày 30 tháng 1 năm 1983. Từ ngày 18 đến ngày 22 tháng 11 năm 1986, con tàu đã cập cảng Piraeus ở Hy Lạp.
Slava đã đóng một vai trò trong Hội nghị thượng đỉnh Malta (2–3 tháng 12 năm 1989) giữa Tổng bí thư Liên Xô Mikhail Sergeyevich Gorbachev và Tổng thống Hoa Kỳ George H. W. Bush. Nó được phái đoàn Liên Xô sử dụng, trong khi phái đoàn Hoa Kỳ nghỉ lại trên tàu USS Belknap. Các con tàu được thả neo tại một vũng tàu ven biển ngoài khơi Marsaxlokk. Thời tiết mưa bão và biển động khiến một số cuộc họp bị hủy bỏ hoặc lên lịch lại, và bị truyền thông quốc tế gán cho biệt danh "Hội nghị thượng đỉnh say sóng". Cuối cùng, các cuộc họp diễn ra trên tàu Maksim Gorkiy, một tàu du lịch của Liên Xô neo ở vịnh Marsaxlokk. Slava quay trở lại Mykolaiv vào tháng 12 năm 1990 để tái trang bị, quá trình này kéo dài cho đến cuối năm 1998.

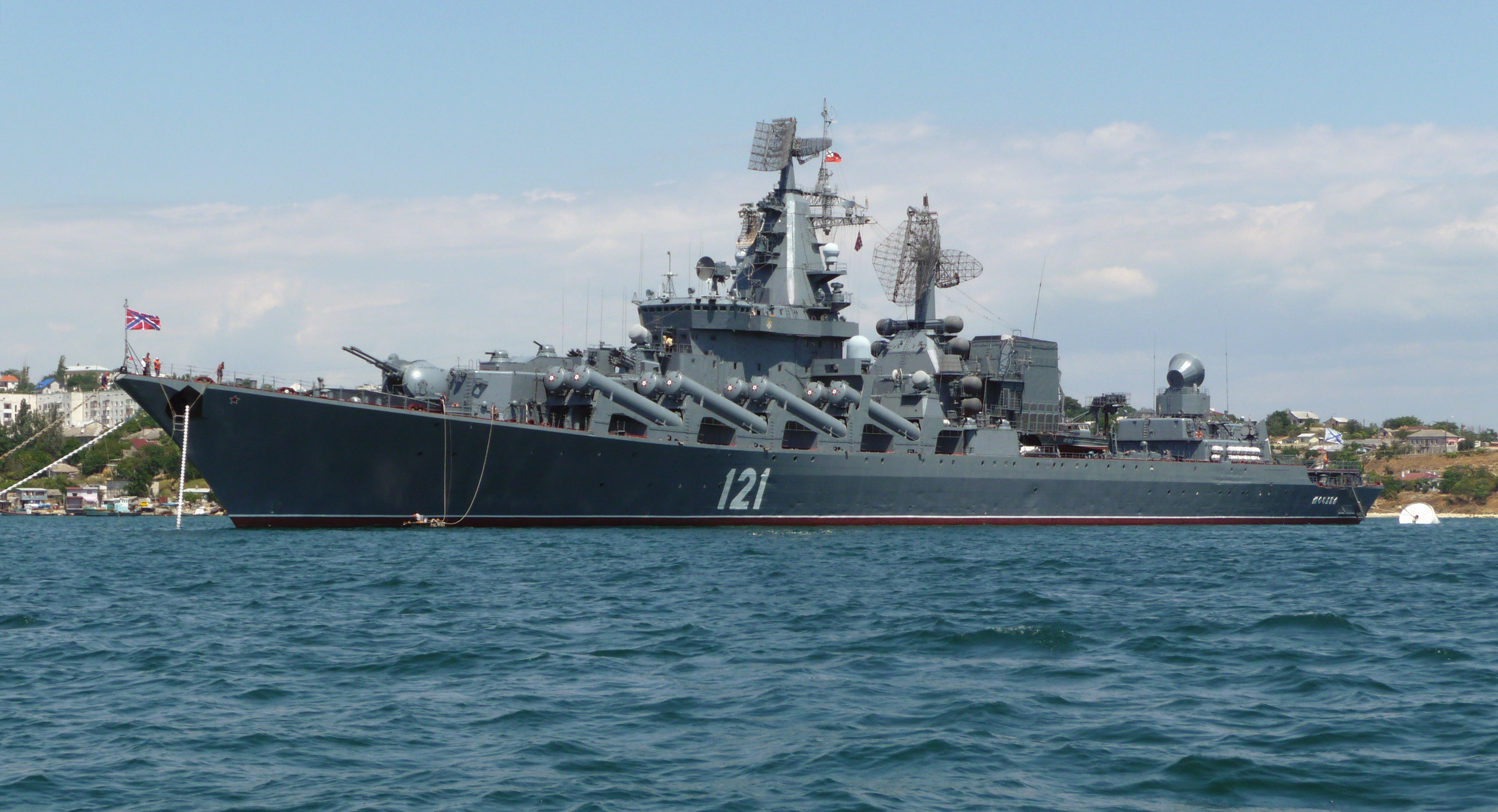
Moskva năm 2009

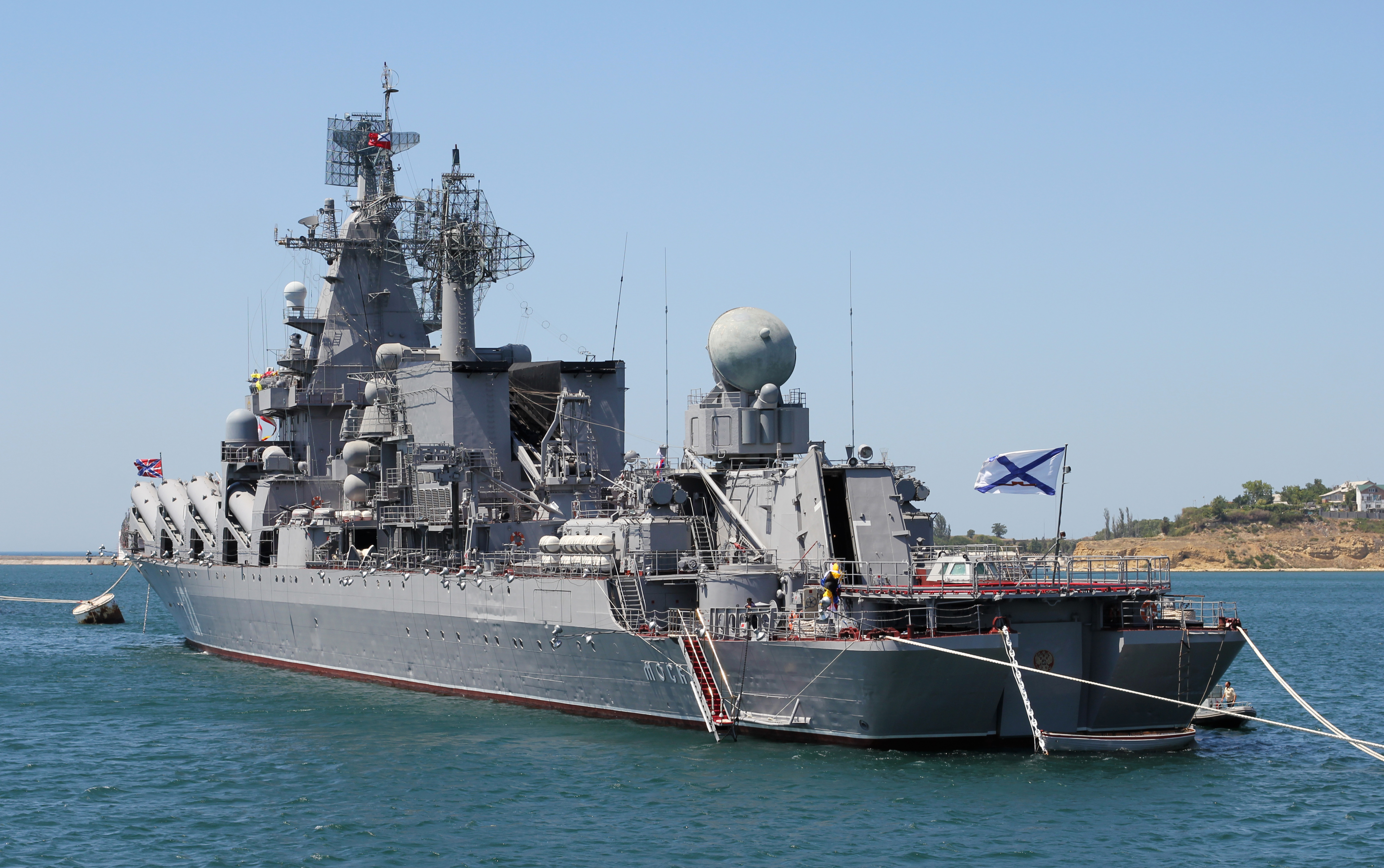
Moskva năm 2012

### Với tênMoskva
Được đưa vào hoạt động trở lại với tên gọi Moskva vào tháng 4 năm 2000, nó thay thế tàu tuần dương lớp Kynda Đô đốc Golovko làm soái hạm của Hạm đội Biển Đen của Hải quân Nga.
Đầu tháng 4 năm 2003, Moskva cùng với 2 khinh hạm Pytlivyy, Smetlivy, và một tàu đổ bộ đã rời Sevastopol để tập trận ở Ấn Độ Dương cùng với một nhóm đặc nhiệm của Hạm đội Thái Bình Dương (gồm 2 tàu khu trục săn ngầm lớp Udaloy I Nguyên soái Shaposhnikov và Đô đốc Panteleyev) và Hải quân Ấn Độ. Lực lượng được hỗ trợ bởi tàu chở dầu Đề án 1559V Ivan Bubnov và tàu kéo vượt biển Đề án 712 Shakhter.
Tàu Moskva đã đến thăm bến cảng Grand của Malta vào tháng 10 năm 2004, và Đội quân của Hạm đội Biển Đen đã biểu diễn trong một buổi hòa nhạc tại Trung tâm Hội nghị Địa Trung Hải ở Valletta nhân dịp này. Trong năm 2008 và 2009, nó đã đến thăm Địa Trung Hải và tham gia các cuộc tập trận hải quân với các tàu của Hạm đội Phương Bắc.
Vào tháng 8 năm 2008, để hỗ trợ cuộc tấn công của Nga vào Gruzia, tàu Moskva đã được triển khai để bảo vệ Biển Đen. Trong một cuộc giao tranh ngắn trên mặt biển, Hải quân Gruzia đã bắn một tên lửa chống hạm trúng tàu Moskva trước khi bị Hải quân Nga áp đảo, nhưng không gây nhiều thiệt hại cho con tàu.
Vào ngày 3 tháng 12 năm 2009, tàu Moskva đã được đưa vào ụ tàu nổi PD-30 trong một tháng để tiến hành đại tu tạm thời theo lịch trình bao gồm thay thế hệ thống làm mát và máy móc khác, công việc cải tạo ở các phụ kiện phía dưới và bên ngoài, trục đẩy và ốc vít, dọn sạch và sơn các bộ phận dưới đáy và trên mặt nước của thân tàu.
Vào tháng 4 năm 2010, có thông tin cho rằng chiếc tàu tuần dương này sẽ tham gia cùng các đơn vị hải quân khác ở Ấn Độ Dương để tiến hành các cuộc tập trận. Vào tháng 8 năm 2013, con tàu đã đến thăm Havana, Cuba.
Vào cuối tháng 8 năm 2013, chiếc tàu tuần dương này đã được triển khai đến Địa Trung Hải để đối phó với việc các tàu chiến của Hải quân Mỹ được triển khai dọc theo bờ biển của Syria. Trong cuộc khủng hoảng Crimea 2014, tàu Moskva nhận trách nhiệm phong tỏa hạm đội Ukraina ở hồ Donuzlav.
Vào ngày 17 tháng 9 năm 2014, nó được triển khai đến Địa Trung Hải, nhận công việc từ tàu hộ vệ Pytlivy.
Vào tháng 7 năm 2015, con tàu đã đến thăm Luanda, Angola, để kỷ niệm 40 năm quan hệ ngoại giao giữa các quốc gia. Từ cuối tháng 9 năm 2015, khi đang ở phía đông Địa Trung Hải, tàu tuần dương này được giao nhiệm vụ phòng không cho nhóm hàng không Nga có trụ sở gần thị trấn Latakia của Syria, nơi đã tiến hành chiến dịch không quân ở Syria. Vào ngày 25 tháng 11 năm 2015, sau vụ bắn hạ Sukhoi Su-24 của Nga năm 2015, có thông tin cho rằng tuần dương hạm Moskva , được trang bị hệ thống tên lửa phòng không S-300F, sẽ được triển khai gần biên giới ven biển Syria - Thổ Nhĩ Kỳ. Năm 2016, tàu này đã được thay thế bằng tàu chị em Varyag ở phía đông Địa Trung Hải. Ngày 22 tháng 7 năm 2016, tuần dương hạm Moskva được trao tặng Huân chương Nakhimov.
Sau khi được triển khai trở lại vào tháng 1 năm 2016, con tàu đã được lên kế hoạch sửa chữa và nâng cấp nhưng do thiếu kinh phí nên đến tháng 7 năm 2018, số phận của nó vẫn chưa rõ ràng.
Vào tháng 6 năm 2019, tàu tuần dương này rời cảng Sevastopol ở Bán đảo Krym, nơi nó chạy thử nghiệm trên một số hệ thống chiến đấu và động cơ chính.
Vào ngày 3 tháng 7 năm 2020, tàu Moskva đã hoàn thành việc sửa chữa và bảo trì, cho phép nó hoạt động cho đến năm 2040. Chuyến ra biển đầu tiên sau khi sửa chữa được lên kế hoạch vào tháng 8 năm 2020, tuy nhiên trên thực tế, nó chỉ bắt đầu chuẩn bị cho việc triển khai vào tháng 2 năm 2021. Người ta ghi nhận tàu này tham gia các cuộc tập trận trên biển vào tháng 3 năm 2021.

## Cuộc tấn công của Nga vào Ukraina 2022

### Tấn công Đảo Rắn

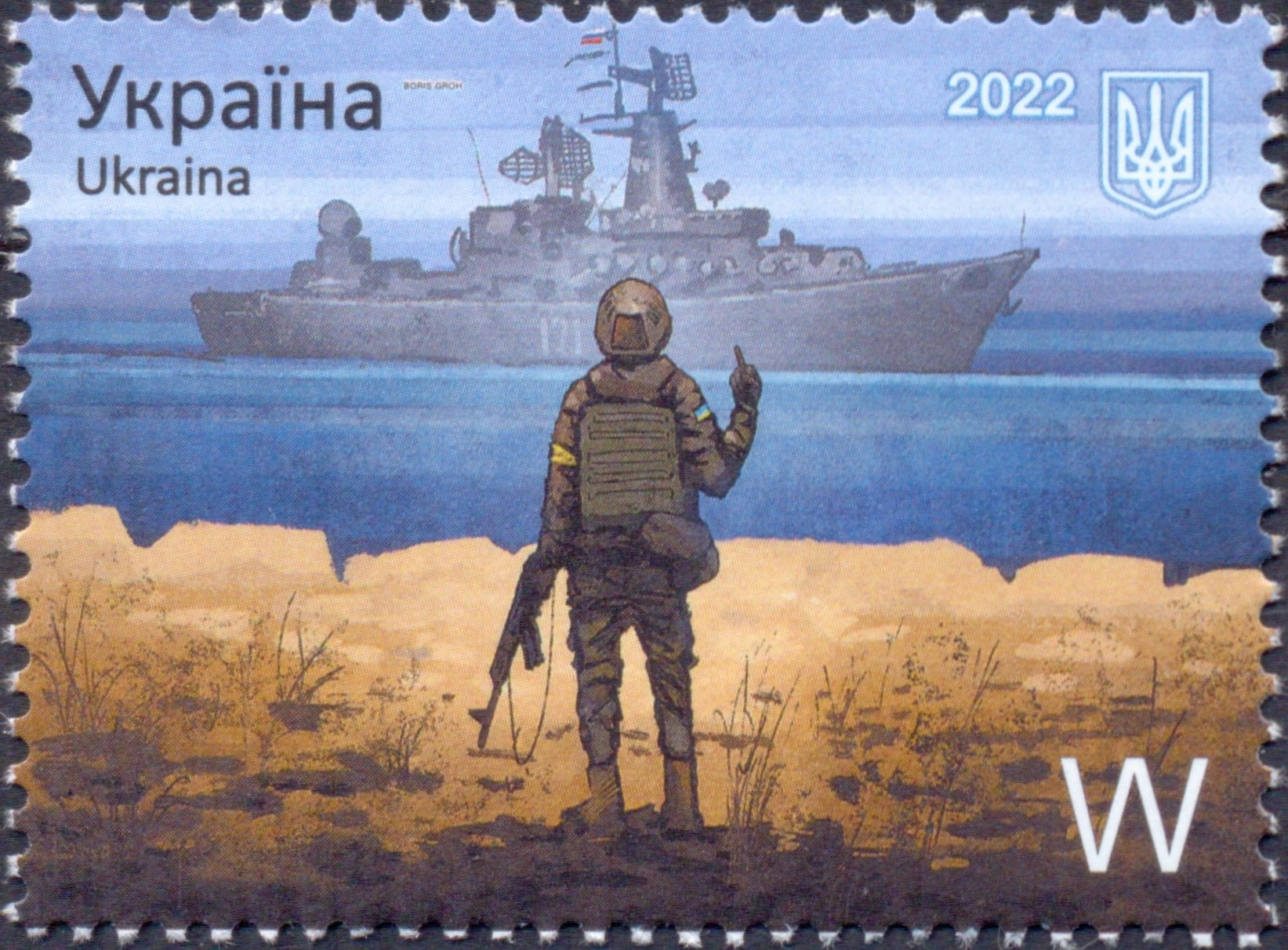
Con tem bưu chính Ukraina, mô tả một người lính Ukraina làm hành động khiếm nhã vào tàu tuần dương Nga Moskva, được phát hành hai ngày trước khi con tàu này bị chìm

Vào tháng 2 năm 2022, chiếc tàu tuần dương rời căn cứ Sevastopol để tham gia vào cuộc tấn công của Nga vào Ukraina. Con tàu sau đó được sử dụng để chống lại các lực lượng vũ trang Ukraina trong cuộc tấn công vào Đảo Rắn, cùng với tàu tuần tra Vasily Bykov. Tàu Moskva gọi lực lượng đồn trú trên đảo qua đài phát thanh và yêu cầu họ đầu hàng, và nhận lại phản hồi rằng "Tàu chiến Nga, cút đi". Sau đó, mọi liên lạc với Đảo Rắn bị mất, và mười ba thành viên đồn trú của Ukraina đã bị bắt.

### Bị bốc cháy
Vào ngày 13 tháng 4 năm 2022, cố vấn tổng thống Ukraina Oleksiy Arestovych và Thống đốc Odesa Maksym Marchenko cho biết lực lượng của họ đã tấn công tàu Moskva bằng hai quả tên lửa hành trình chống hạm R-360 Neptune, và nó đã bốc cháy khi biển động. Đã có báo cáo về một vụ nổ và hỏa hoạn sau đó, được cho là liên quan đến một trong các ống tên lửa lộ thiên trên boong của tàu Moskva.
Các tên lửa dường như được bắn từ một bệ phóng trên đất liền gần Odessa, cách đó 60 đến 65 hải lý (100 km). Tuần dương hạm này được trang bị hệ thống phòng không ba tầng mà nếu vận hành đúng cách, nó sẽ có ba cơ hội để tự vệ trước cuộc tấn công bằng tên lửa Neptune. Các nguồn tin của Ukraina báo cáo rằng cuộc tấn công được hỗ trợ bởi một chiếc máy bay không người lái Bayraktar TB2, khiến lực lượng phòng thủ của tàu Nga mất tập trung. Vào ngày 14 tháng 4,  Bộ chỉ huy miền nam Ukraina tuyên bố rằng tàu Moskva đã lật nghiêng và đang bắt đầu chìm.
Ngày 14 tháng 4 năm 2022, phát ngôn viên của Bộ Quốc phòng Hoa Kỳ John Kirby nói rằng hình ảnh cho thấy con tàu đã bị một vụ nổ lớn và một "đám cháy nghiêm trọng" sau đó. Nguyên nhân của vụ nổ không được làm rõ. Các thủy thủ trên tàu đã được chuyển sang các tàu khác của Hạm đội Biển Đen. Moskva đang bị cháy dường như đang hướng về cảng ở Sevastopol để sửa chữa, và không rõ liệu con tàu đang di chuyển bằng sức của chính nó hay được kéo đi.
Bộ Quốc phòng Nga nói rằng một vụ hỏa hoạn đã khiến các đầu đạn phát nổ, và con tàu đã bị hư hại nghiêm trọng và thủy thủ đoàn đã sơ tán hoàn toàn, không đề cập đến cuộc tấn công của phía Ukraina. Bộ Quốc phòng Nga cho biết thêm vào ngày 14 tháng 4 rằng tàu vẫn còn nổi, các hệ thống tên lửa của tàu tuần dương không bị hư hại, ngọn lửa đã được kiểm soát bởi các thủy thủ và các nỗ lực đang được tiến hành để kéo con tàu về cảng.
Bộ trưởng Bộ Quốc phòng Litva Arvydas Anušauskas ngày 14 tháng 4 cho biết tín hiệu cấp cứu đã được gửi từ tàu Moskva vào ngày hôm đó và một tàu của Thổ Nhĩ Kỳ đã phản ứng, di tản 54 nhân viên khỏi tàu tuần dương lúc 2 giờ sáng, trước khi chìm lúc 3 giờ sáng. Theo ông, có 485 người thủy thủ đoàn trên tàu, trong đó 66 sĩ quan. Không rõ có bao nhiêu người sống sót. Cố vấn Bộ Nội vụ Ukraina cho hay Đại tá Anton Kuprin, chỉ huy soái hạm Moskva chìm ở Biển Đen, đã thiệt mạng khi tàu bị cháy.

### Bị chìm
Cuối ngày hôm đó, Bộ Quốc phòng Nga cho biết tuần dương hạm Moskva bị chìm khi được kéo trong thời tiết mưa bão.
Nếu tuyên bố của phía Ukraina là đúng, Moskva là tàu chiến lớn nhất bị đánh chìm bởi hành động của đối phương kể từ Chiến tranh thế giới thứ hai. Lần cuối cùng một con tàu có kích thước tương tự bị đánh chìm là tàu tuần dương ARA Tướng Belgrano của Argentina, bị đánh chìm bởi Hải quân Hoàng gia Anh trong Chiến tranh Falkland. Nó cũng sẽ là con tàu lớn nhất của Nga bị đánh chìm bởi hành động của đối phương kể từ khi máy bay Đức ném bom vào thiết giáp hạm Liên Xô Marat năm 1941.